# Machio
Machio é uma povoação portuguesa do Município de Pampilhosa da Serra que foi sede da Freguesia de Machio, freguesia que tinha 15,01 km² de área e 126 habitantes (2011), e, por isso, uma densidade populacional de 8,4 hab/km².
A freguesia foi extinta em 2013, no âmbito de uma reforma administrativa nacional, tendo sido agregada à freguesia de Portela do Fojo para formar uma nova freguesia denominada Portela do Fojo - Machio.

## População
| População da Freguesia de Machio | População da Freguesia de Machio | População da Freguesia de Machio | População da Freguesia de Machio | População da Freguesia de Machio | População da Freguesia de Machio | População da Freguesia de Machio | População da Freguesia de Machio | População da Freguesia de Machio | População da Freguesia de Machio | População da Freguesia de Machio | População da Freguesia de Machio | População da Freguesia de Machio | População da Freguesia de Machio | População da Freguesia de Machio |
| -------------------------------- | -------------------------------- | -------------------------------- | -------------------------------- | -------------------------------- | -------------------------------- | -------------------------------- | -------------------------------- | -------------------------------- | -------------------------------- | -------------------------------- | -------------------------------- | -------------------------------- | -------------------------------- | -------------------------------- |
| 1864                             | 1878                             | 1890                             | 1900                             | 1911                             | 1920                             | 1930                             | 1940                             | 1950                             | 1960                             | 1970                             | 1981                             | 1991                             | 2001                             | 2011                             |
| 302                              | 331                              | 393                              | 631                              | 753                              | 745                              | 778                              | 784                              | 749                              | 595                              | 417                              | 285                              | 211                              | 146                              | 126                              |

Por decreto de 07/09/1895 foram incluídos nesta freguesia os lugares desanexados da freguesia de Álvaro, do concelho de Oleiros (Fonte: INE)

## Património
- Igreja de S. Miguel (matriz)
- Lagar de azeite
- Estações arqueológicas da Cova da Moura, de Maria Gomes, de Malhadas e da Travessa
- Trecho da albufeira da Barragem do Cabril
- Praia fluvial
- Cabeço do Machio